# Echium asperrimum

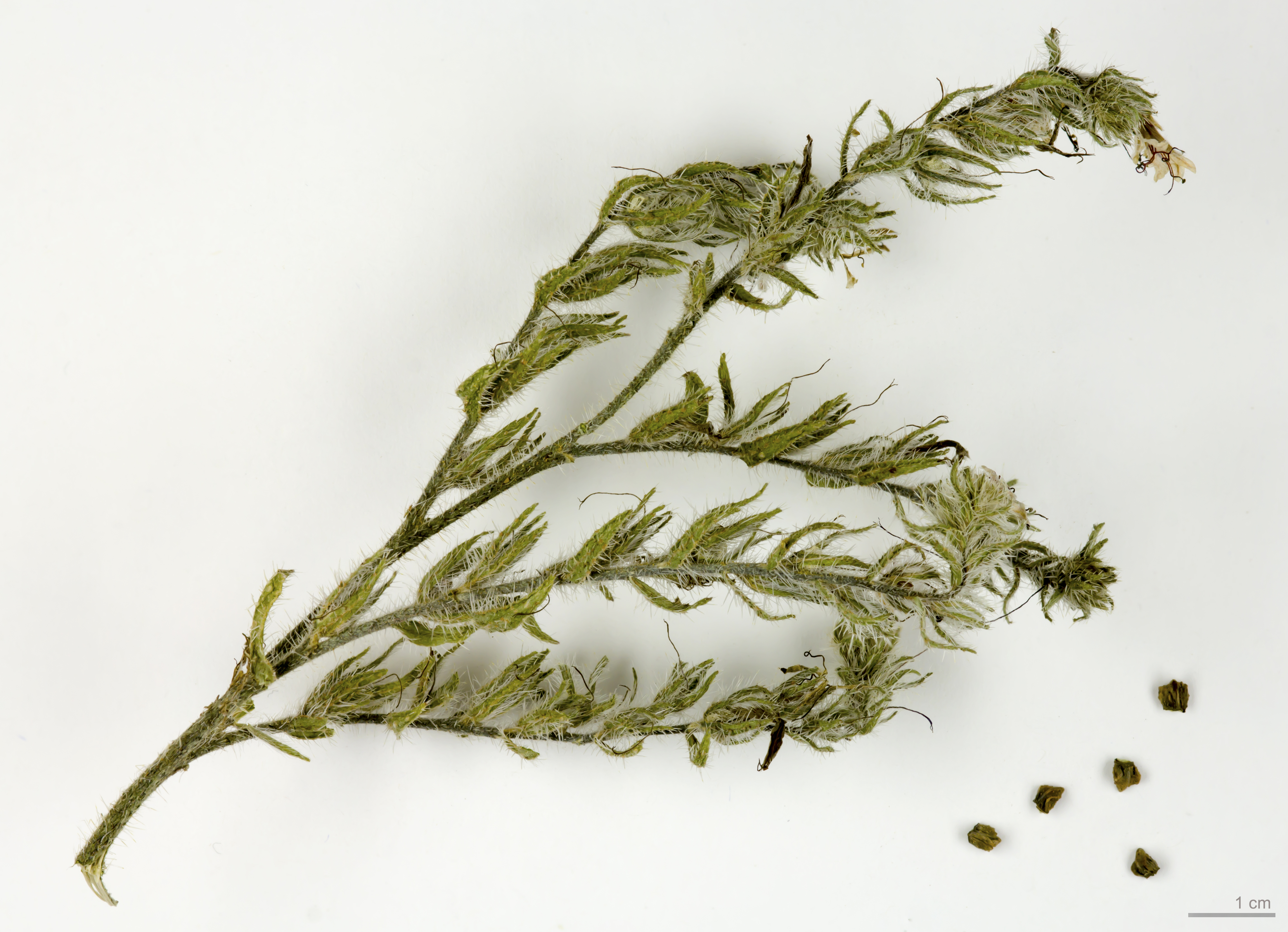
Echium asperrimum - MHNT

Echium asperrimum es una especie perteneciente a la familia de las boragináceas.

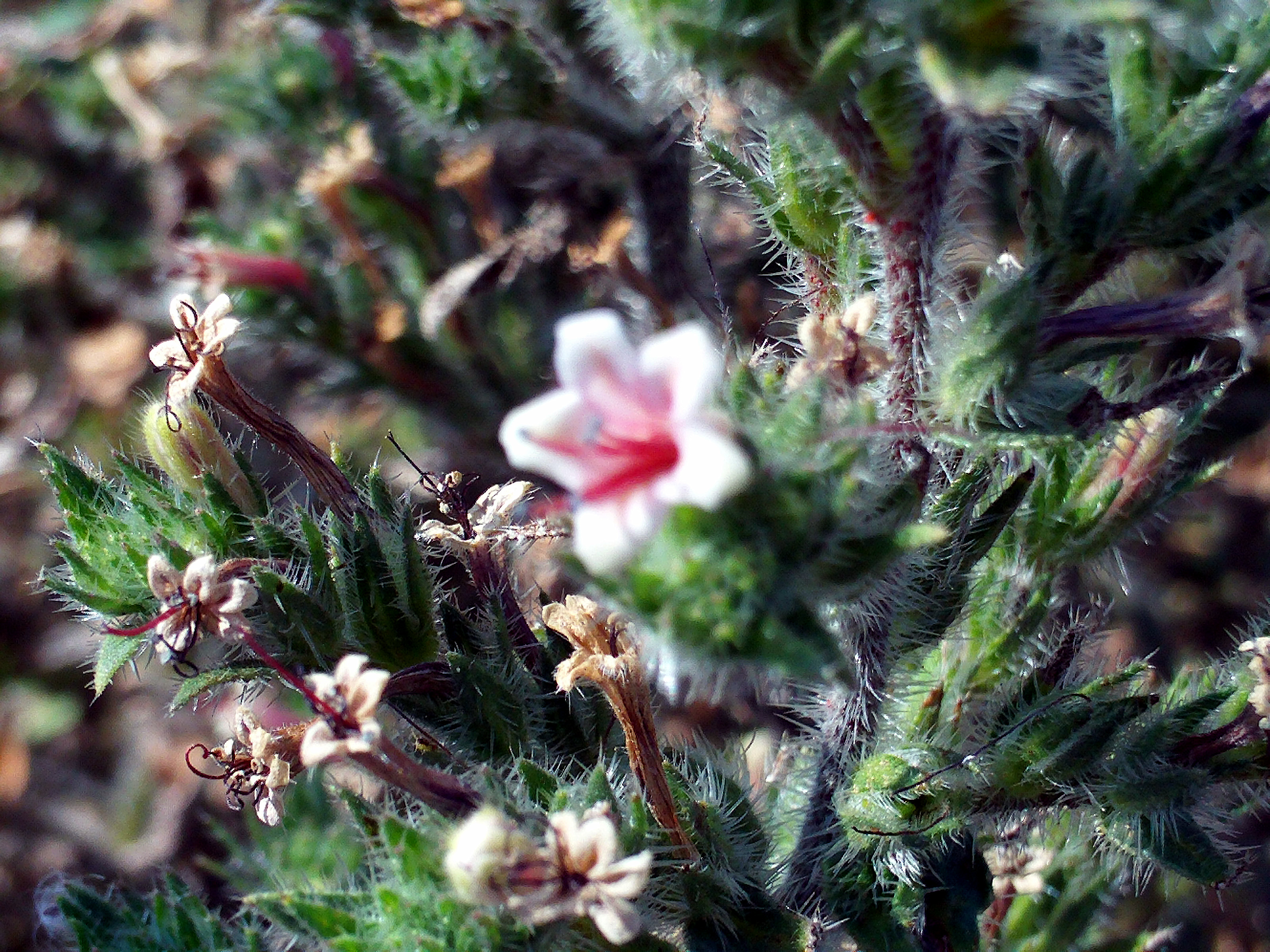
Con flores

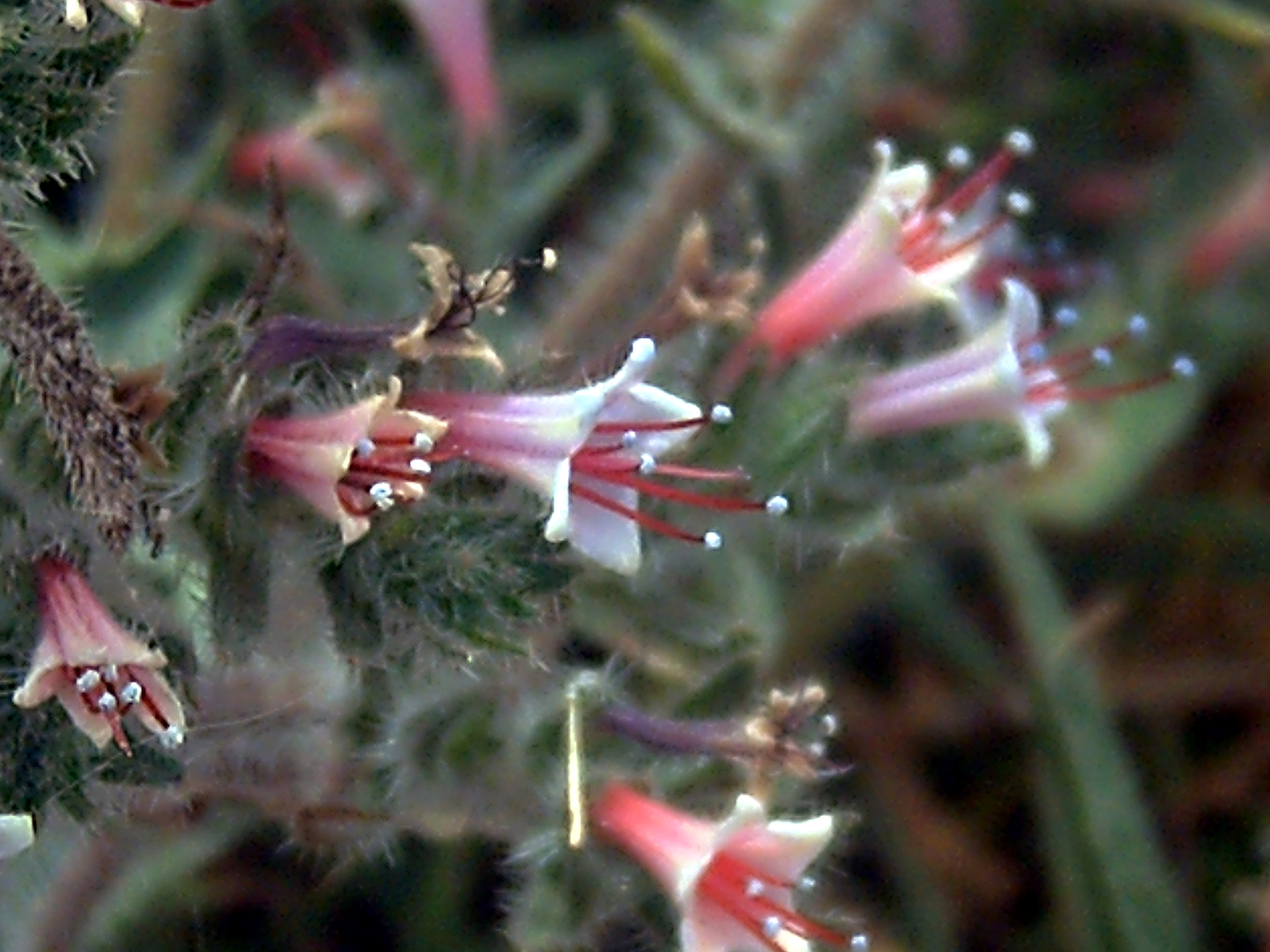
Detalle de las flores

## Descripción
Es una planta bienal, con setas rígidas largas abundantes y setas cortas retrorsas. Tallos de hasta 100 cm de altura, erectos, profusamente ramificados. Hojas basales de hasta 25 x 2,5 (-5) cm, estrechamente elípticas u oblanceoladas, cortamente pecioladas; las superiores de hasta 6,5 x 1 cm, estrechamente lanceoladas. Inflorescencia paniculada, ramificada. Brácteas tan largas o algo más largas que el cáliz, estrechamente lanceoladas. Segmentos del cáliz de 6-9,5 x 0,7-1,5 mm, alargándose hasta 9-12 x 1,3-2,5 mm en la fructificación. Corola de 13-18 mm, estrechamente Núculas (3)3,5-4 × 2,5-3 mm, con una quilla dorsal, otra ventral y dos laterales, gruesa- e irregularmente tuberculadas, pardas. Florece de Mayo a junio.

## Distribución y hábitat
Se encuentra en los márgenes de cultivos, barbechos, pastizales secos, pedregales, cunetas y bordes de caminos, en substrato básico –margas, calizas y yesos–; a una altitud de 30-1000 metros en Italia, S de Francia, península ibérica. C, E y SE de España e Islas Baleares. 

## Taxonomía
Echium asperrimum fue descrita por Jean-Baptiste Lamarck  y publicado en Tabl. Encycl. 1: 412 (1792)
Etimología
Echium: nombre genérico que deriva del griego echium, lo que significa víbora, por la forma triangular de las semillas que recuerdan vagamente a la cabeza de una víbora.
asperrimum: epíteto latino que significa "rugoso".
Sinonimia
- Echium hispidissimum Litard.
- Echium italicum subsp. pyrenaicum Rouy
- Echium lagascae Roem. & Schult.
- Echium paniculatum Lag.
- Echium pyrenaicum Desf.[4]